# قاعدة بيانات ليون-ميودون فوق المجرية

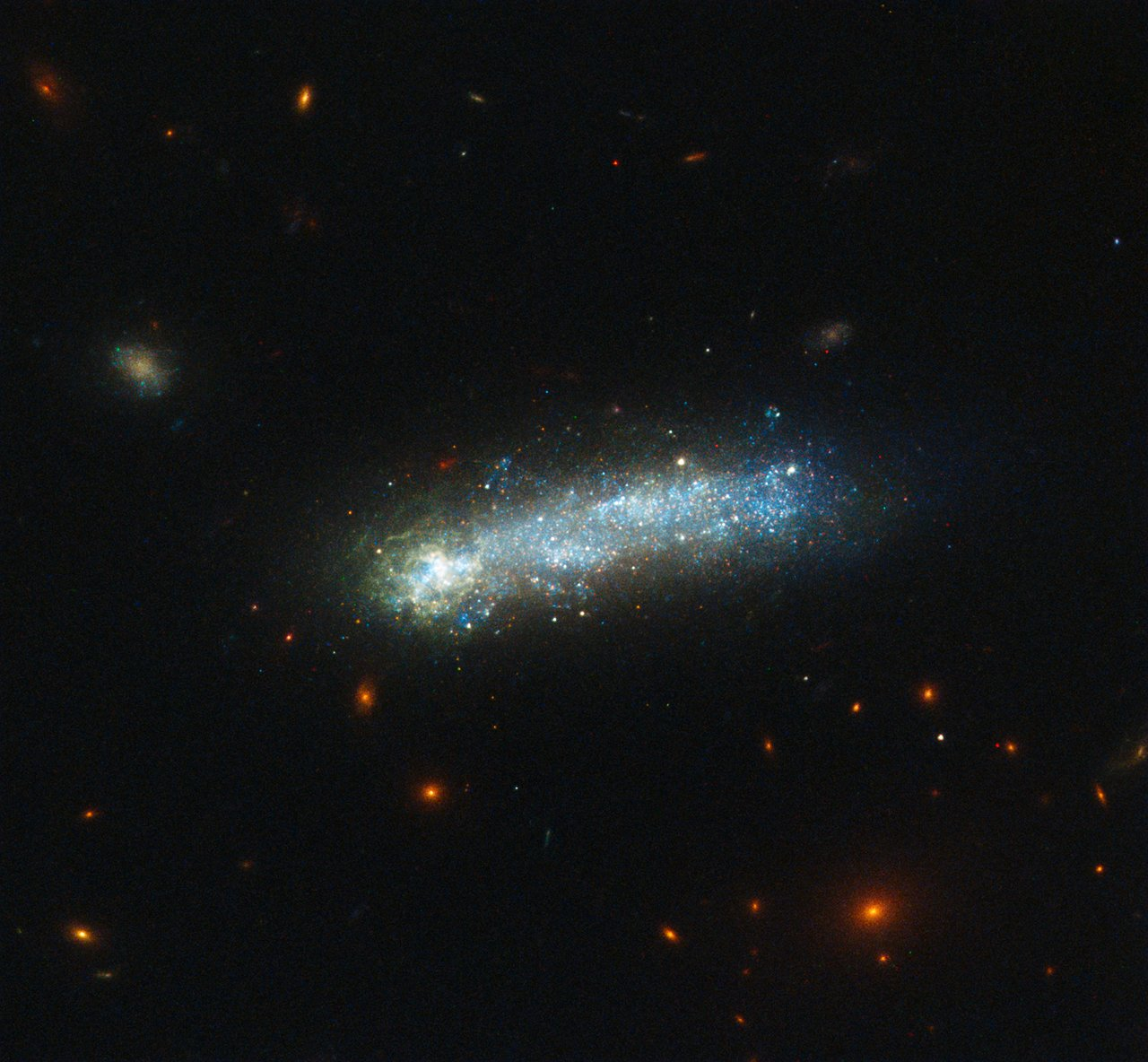

قاعدة بيانات ليون-ميودون فوق المجرية (بالإنجليزية: Lyon-Meudon Extragalactic Database)‏ وتُدعى اختصاراً LEDA هي قاعدة بيانات للمجرات، أنشئت في عام 1983 في مرصد ليون. وكان لكل مجرة رقم مخصص، يعرف برقم PGC . فهرس المجرات الرئيسية الذي نشر في عام 1989، يستند إلى قاعدة بيانات ليون-ميودون .

## فهرس المجرات الرئيسية 2003
في عام 2000 تم دمج بيانات LEDA مع بيانات Hypercat لتصبح HyperLEDA المعروف أيضا باسم فهرس المجرات الرئيسية 2003 (PGC2003). والذي هو الإصدار الجديد من فهرس المجرات الرئيسية. وهو يشكل إطار قاعدة بيانات ليون-ميودون للمجرات وتمت أضافة المزيد من البيانات والمزيد من الكفاءة ولا يزال الفهرس محدود بالمجرات المؤكدة.

## وصلات خارجية
- HYPERLEDA HyperLeda: A database for physics of galaxies
- LEDA data base LEDA Database Reference Page